# Tyronne Ebuehi
Tyronne Efe Ebuehi (* 16. prosince 1995) je nigerijský profesionální fotbalista, který hraje na pozici pravého obránce za italský klub Empoli FC. Narodil se v Nizozemsku, ale hraje za nigerijský národní tým.

## Klubová kariéra

### HFC EDO
Ebuehi se narodil v Haarlemu a hrál za některé nizozemské mládežnické týmy, než se v roce 2013 připojil k profesionálnímu týmu ADO Den Haag z amatérského týmu HFC EDO. V Eredivisie debutoval 10. srpna 2014 při domácí porážce 0:1 s Feyenoordem. O tři sezóny později, 19. května 2018, podepsal pětiletou smlouvu s portugalským klubem Benfica Lisabon. Kvůli zranění však vynechal celou sezónu 2018/19.

#### Hostování v Benátkách
Dne 28. června 2021 se Ebuehi připojil k italskému klubu Benátky FC na sezónní hostování.

### Empoli
Dne 5. července 2022 podepsal Ebuehi smlouvu s klubem Empoli FC do června 2025.

## Reprezentační kariéra
V listopadu 2016 byl Ebuehi poprvé povolán do nigerijského národního týmu na kvalifikaci na Mistrovství světa ve fotbale 2018 proti Alžírsku. Povolání však odmítl s tím, že potřebuje nějaký čas, aby se zabydlel ve svém týmu ADO Den Haag. Později byl povolán na přátelské zápasy proti Senegalu a Burkině Faso v březnu 2017 a připojil se k týmu. Svůj debut v reprezentaci si odbyl 1. června 2017 při přátelském vítězství 3:0 nad Togem.
Ebuehi se dostal do 23členného nigerijského týmu pro Mistrovství světa ve fotbale 2018 v Rusku. Nastoupil jako náhradník ve druhém poločase při vítězství 2:0 nad Islandem 22. června 2018.
Dne 5. října 2019 dostal Ebuehi pozvánku do národního týmu na přátelské utkání proti Brazílii poté, co se obránce Kenneth Omeruo zranil. Znamenalo to jeho návrat do národního týmu poprvé od zápasu s Islandem na Mistrovství světa ve fotbale.

## Osobní život
Ebuehi se narodil v Nizozemsku nigerijskému otci a nizozemské matce.

## Statistiky

### Klubové
Platí k zápasu hranému 22. prosince 2023.
| Klub                | Sezóna            | Liga              | Liga   | Liga | Národní pohár | Národní pohár | Kontinentální | Kontinentální | Ostatní | Ostatní | Celkově | Celkově |
| Klub                | Sezóna            | Soutěž            | Zápasy | Góly | Zápasy        | Góly          | Zápasy        | Góly          | Zápasy  | Góly    | Zápasy  | Góly    |
| ------------------- | ----------------- | ----------------- | ------ | ---- | ------------- | ------------- | ------------- | ------------- | ------- | ------- | ------- | ------- |
| ADO Den Haag        | 2014/15           | Eredivisie        | 7      | 0    | 0             | 0             | —             | —             | —       | —       | 7       | 0       |
| ADO Den Haag        | 2015/16           | Eredivisie        | 14     | 0    | 1             | 0             | —             | —             | —       | —       | 15      | 0       |
| ADO Den Haag        | 2016/17           | Eredivisie        | 29     | 1    | 2             | 0             | —             | —             | —       | —       | 31      | 1       |
| ADO Den Haag        | 2017/18           | Eredivisie        | 28     | 0    | 1             | 0             | —             | —             | —       | —       | 29      | 0       |
| ADO Den Haag        | Celkově           | Celkově           | 78     | 1    | 4             | 0             | —             | —             | —       | —       | 82      | 1       |
| Benfica             | 2018/19           | Primeira Liga     | 0      | 0    | 0             | 0             | 0             | 0             | 0       | 0       | 0       | 0       |
| Benfica B           | 2019/20           | Segunda Liga      | 6      | 0    | —             | —             | —             | —             | —       | —       | 6       | 0       |
| Twente (hostování)  | 2020/21           | Eredivisie        | 33     | 1    | 1             | 0             | —             | —             | —       | —       | 34      | 1       |
| Benátky (hostování) | 2021/22           | Serie A           | 19     | 0    | 1             | 0             | —             | —             | —       | —       | 20      | 0       |
| Empoli              | 2022/23           | Serie A           | 26     | 2    | 0             | 0             | —             | —             | —       | —       | 26      | 2       |
| Empoli              | 2023/24           | Serie A           | 12     | 0    | 1             | 0             | —             | —             | —       | —       | 13      | 0       |
| Empoli              | Celkově           | Celkově           | 38     | 2    | 1             | 0             | —             | —             | —       | —       | 39      | 2       |
| Celkově v kariéře   | Celkově v kariéře | Celkově v kariéře | 174    | 4    | 7             | 0             | 0             | 0             | 0       | 0       | 181     | 4       |

### Reprezentační
Platí k zápasu hranému 13. října 2023.
| Národní tým | Rok     | Zápasy | Góly |
| ----------- | ------- | ------ | ---- |
| Nigérie     | 2017    | 2      | 0    |
| Nigérie     | 2018    | 6      | 0    |
| Nigérie     | 2020    | 1      | 0    |
| Nigérie     | 2021    | 1      | 0    |
| Nigérie     | 2022    | 1      | 0    |
| Nigérie     | 2023    | 2      | 0    |
| Celkově     | Celkově | 13     | 0    |

## Úspěchy
Benfica
- Supertaça Cândido de Oliveira: 2019